# Ixy
Ixy（イクシー、12月5日 - ）は、日本のイラストレーター、元プログラマ。

## 来歴

### 学生時代
高校卒業後、大学に入学するも二日で退学をしてIT系の専門学校に入学する合間にケンタッキーでアルバイトを始める。

IT系の専門学校に入学後もケンタッキーでアルバイトを続けるが、マルチタスクができない事に気づいて辞める。

19歳の頃、専門学生時代の友人からの誘いでスノボーをした際に骨折し、療養中に視聴をした「ふたりはプリキュア」を見たことがキッカケで感想ブログを始めるも、来場者が増えなかったので来場者を増やす為に絵を描き始める。

初同人イベントはぷにケットで、100部印刷して参加した際に開始10分で完売する。

続いて参加したコミックマーケットでは3000部印刷するが、大量に余り自宅に着払いで発送して全て廃棄処分をする。

### イラストレーターとプログラマ兼業
IT系の専門学校を卒業し、プログラマとして内定をもらいプログラマとして働きつつPixivにイラストを投稿し始め、ランキング10位以内を維持していると企業から依頼を貰う様になり、パチンコのツインエンジェルシリーズなどの演出イラストや小説の挿絵の仕事絵を受け始める。

プログラマとして定時まで働き、帰宅後は食事とお風呂を済ませて早朝4時頃まで仕事絵と趣味絵を描いて3年間過ごす。

イラストの収入が本業を超えていたのと、経営不況でボーナスを減らされた事がキッカケで会社を退職。

### イラストレーター独立
フリーランスになるも兼業時に貯めた1300万円があったので絵を描かず2014年から2018年の4年間オンラインゲームに10000時間以上費やす。

次第に貯金が2万円以下になり父親から「追い出すぞ」と言われた事がキッカケで再度絵を描き始める。

なお、この約半年後に父親がガンで死去しており、貯金がなくなるのが1年遅れていたら今の自分はいないと本人は語っている。

2018年1月1日にTwitter(現X)に絵を投稿し始める。

初めはPixiv時代に集めた9000フォロワーがいる状態で絵を投稿して40いいねを貰える状態だったが、2，3か月投稿し続けていいねが3000貰える状態になり始めると企業案件が来るようになる。

それからもTwitter(現X)に絵を投稿し続けてフォロワーが76万人になる。

### イラスト系Vtuberとして活動
2020年8月2日にYoutubeでお絵描き配信を始める。

2020年9月3日に自身が制作をしたアバターに受肉を行い、本格的にVtubeを始めてイラストレーター向けの情報発信を始める。

情報発信を始めた事がキッカケで専門学校の特別講師を務めるようになる。

初の著書「それでイラストで食べていけるの？　プロはみんな気づいている 稼ぐための考え方」を出版。

## 著書

### 小説挿絵
- 邪神大沼シリーズ（川岸殴魚著、ガガガ文庫刊）
- ぼくこい（森橋ビンゴ著、角川スニーカー文庫刊）
- なれる!SE（夏海公司著、電撃文庫刊）
- 蒼井郷珠綺は脇役に恋をした。（扇智史著、pixiv Visual Story）
- 天使ラノベエルは働いたら負けと思ってる（伊藤ジロー、土田太郎著、メガミ文庫刊）
- オレ英雄伝説（秋水著、角川スニーカー文庫刊）
- もし異世界ファンタジーでコンビニチェーンを経営したら（響恭也著、L-エンタメ小説刊）
- しろくまベルスターズ♪ くまっく騒動（持田康之著、なごみ文庫刊）
- 勇者に期待した僕がバカでした（ハマカズシ著、ガガガ文庫刊）
- CLANNAD Magic Hour（糸井賢一著、なごみ文庫刊）
- ヒャクヤッコの百夜行（サブ著、このライトノベルがすごい! 文庫刊）
- 外れスキル『予報』が進化して『言ったら実現』になる件☆レンガ・レンガ・レンガ!でスローライフしてます（天野優志著、UGnovels刊）
- ヒロインレースはもうやめませんか?（旭蓑雄著、電撃文庫刊）
- あとはご自由にどうぞ!〜チュートリアルで神様がラスボス倒しちゃったので、私は好き放題生きていく〜（鬼影スパナ著、GCN文庫刊）

### 専門書挿絵
- 素数姫の素数入門（「素数に恋する女」製作委員会著、洋泉社刊）
- とある弁当屋の統計技師（データサイエンティスト） 2 ―因子分析大作戦―（石田基広著、共立出版刊）
- うかる!基本情報技術者（日本経済新聞出版社刊）
- うかる!情報処理安全確保支援士（日本経済新聞出版社刊）

### イラストノウハウ本
- それでイラストで食べていけるの？　プロはみんな気づいている 稼ぐための考え方（MUGENUP／刊）[7]。

### アンソロジー
- けいおん!
  - 「けいおん!」アンソロジーコミック みんなでうん☆たん（まんがタイムきらら 2009年9月号付録）
  - けいおん!アンソロジーコミック 5（まんがタイムKRコミックス刊）
- こんな女子をぎゅってしたい! ショートストーリーズ（電撃コミックスNEXT刊）

### イラスト
- 「春」（ガンガンONLINE 2010年2月18日）
- pixiv 5th Anniversary Book（エンターブレイン刊）
- 『この素晴らしい世界に爆焔を!』Art Fan Book 2020 春（KADOKAWA刊）

### キャラクターデザイン
- えいけん!（株式会社ソナー、GREE提供）
- エンゲージプリンセス〜眠れる姫君と夢の魔法使い〜（KADOKAWA、ドワンゴ）
- 魔法闘姫リルスティア（同人ゲーム、イラスト・シナリオ担当）
- 魔法闘姫フロスティア（同人ゲーム、イラスト担当）
- プロ生ちゃん（暮井慧）

### アニメ制作参加
- からかい上手の高木さん2（第10話、原画、2019年9月8日）